# Спорт в Грозном
Спорт в Грозном начал развиваться в 1918 году, когда был принят Декрет ВЦИК об обязательном обучении военному искусству. В городе начали создавать первые спортивные секции, в которых первое время были заняты несколько десятков человек. В городе шло интенсивное развитие спортивных коллективов. Был построен целый ряд спортивных объектов. К концу советского периода истории в Грозном насчитывались десятки тысяч физкультурников. Спортивные клубы города добивались заметных успехов на всесоюзных и всероссийских соревнованиях. Целый ряд уроженцев и жителей города добился серьёзных спортивных результатов на международной арене.

## История
В 1918 году был принят Декрет ВЦИК, по которому обучение военному искусству объявлялось обязательным. Всевобуч стал первым государственным органом, который руководил развитием физкультуры и спорта в стране. На III съезде РКСМ были сформулированы задачи советской системы физвоспитания, которая должна была готовить всесторонне физически развитых трудящихся. В 1920 году в Грозном было создано 8 спортивных кружков, в которые были вовлечены 84 человека.
В сентябре 1924 года в Грозном был создан совет физической культуры города, при котором начали функционировать секции гимнастики, лёгкой и тяжёлой атлетики, фехтования, футбола, велоспорта, шашек и шахмат. В 1926 году число спортивных секций выросло до 26, а число физкультурников до 1594 человек.

Стадион имени Султана Билимханова (бывший стадион «Динамо»). Построен в 1946 году.

В 1950—1960-х годах шло интенсивное создание новых физкультурно-спортивных коллективов, формировался здоровый образ жизни, росло число занимающихся физкультурой и спортом. В 1961 году вновь начали проводить первенство Северного Кавказа по национальным видам спорта. Первыми чеченцами, проявившими себя в спорте высших достижений, были Увайс Ахтаев, Ваха Эсембаев, Кюри Мусаев, Султан Зубайраев, Эльмурза Ульбиев, Дэги Багаев и другие.
В городе были построены плавательный бассейн «Садко», дворец спорта завода «Красный молот». Всего насчитывалось 6 стадионов, 82 футбольных поля, 311 баскетбольных, волейбольных и городошных площадок, 26 стрелковых тиров, 240 спортивных коллективов. Общее число физкультурников составляло более 130 тысяч. В Грозном выросли и сложились как известные спортсмены гимнасты Людмила Турищева и Владимир Марченко, борцы Асланбек Бисултанов, Салман Хасимиков, Руслан Бадалов, Хасан Орцуев, штангисты Адам Сайдулаев и Исраил Арсамаков, боксёр Хамзат Джабраилов и многие другие. Плодотворно работали тренеры Григорий Вартанов, Дэги Багаев, Ибрагим Кодзоев и многие другие. В 1980 году Грозный завоевал переходящее знамя Спорткомитета РСФСР за первое место среди городов с населением до 500 тысяч человек.

## Игровые виды спорта

### Волейбол

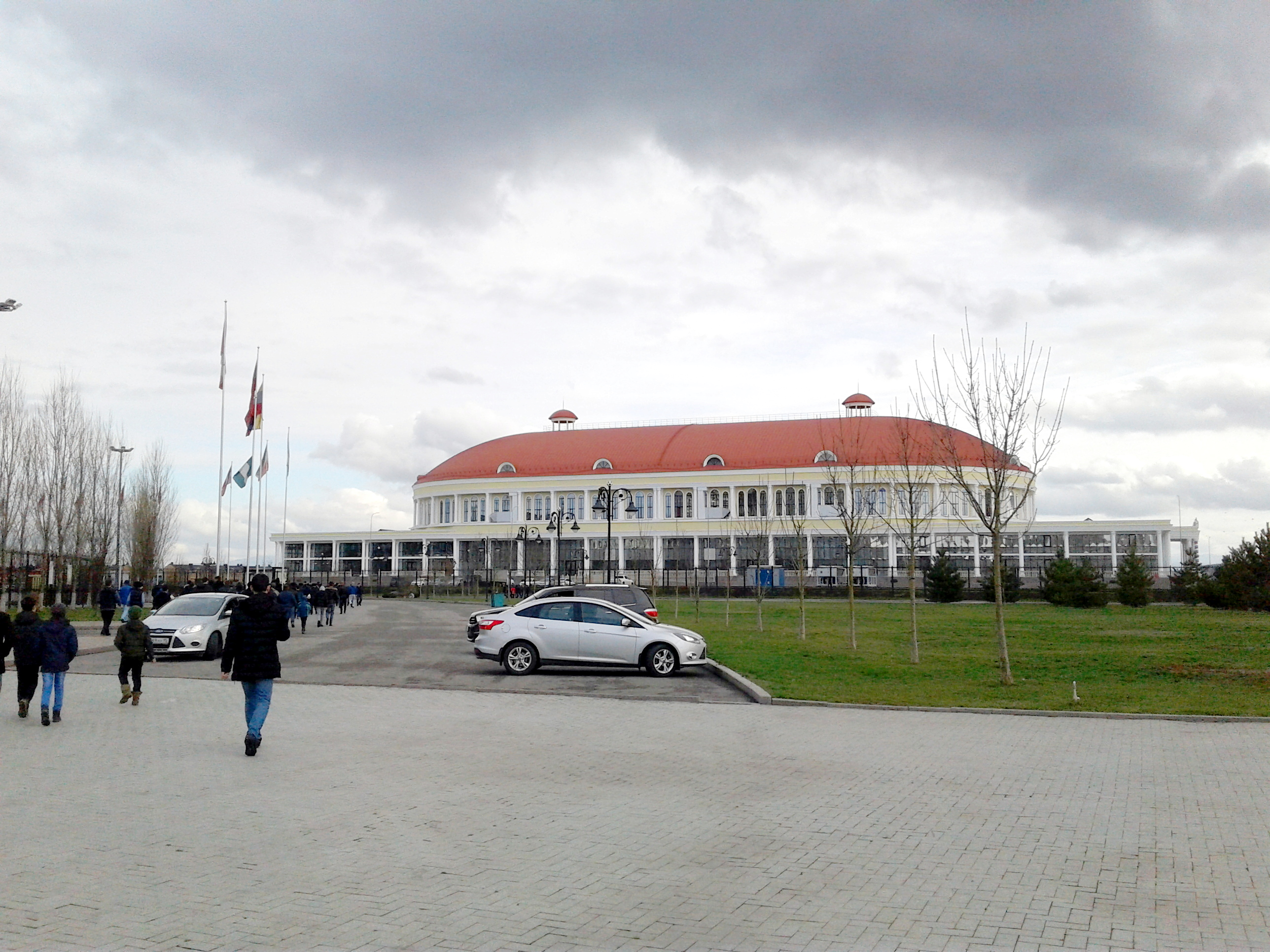
Дворец волейбола.

В 1926 году на базе спортивного клуба «Металлист» ими была создана первая в республике волейбольная команда. В конце 1920-х годов был создан ещё целый ряд волейбольных клубов. В 1930 году прошла первая встреча грозненцев с иногородней командой — ростовским «Динамо» — в которой грозненцы победили. В 1937 году грозненцы приняли участие в первых крупных официальных соревнованиях — первенстве СССР (Южная зона), которое прошло в Ростове-на-Дону. На этих соревнованиях грозненские волейболисты заняли второе место.
В нескольких послевоенных чемпионатах СССР от Грозного участвовали «Спартак», «Наука» и команда Грозненского нефтяного института. Команда «Наука» становилась чемпионом России в 1947 и 1950 годах; команда «Спартак» — в 1960—1962 годах; «Автомобилист» — 1976—1977 годах. Целый ряд игроков грозненских команд в разное время включались в составы сборных команд РСФСР и СССР.
С 2006 года республику на чемпионатах России по волейболу представляет команда «Грозный». В сезонах 2012/2013-2014/2015 годов клуб сумел пробиться в Суперлигу.

### Футбол
В 1912 году рабочие нефтепромыслов создали первую в Чечне футбольную команду. В следующем году команда сыграла первую межгородскую товарищескую встречу с футболистами Алагирского цинкового завода. Примерно в то же время начались регулярные розыгрыши чемпионата и Кубка Грозного среди команд предприятий и спортивных обществ.

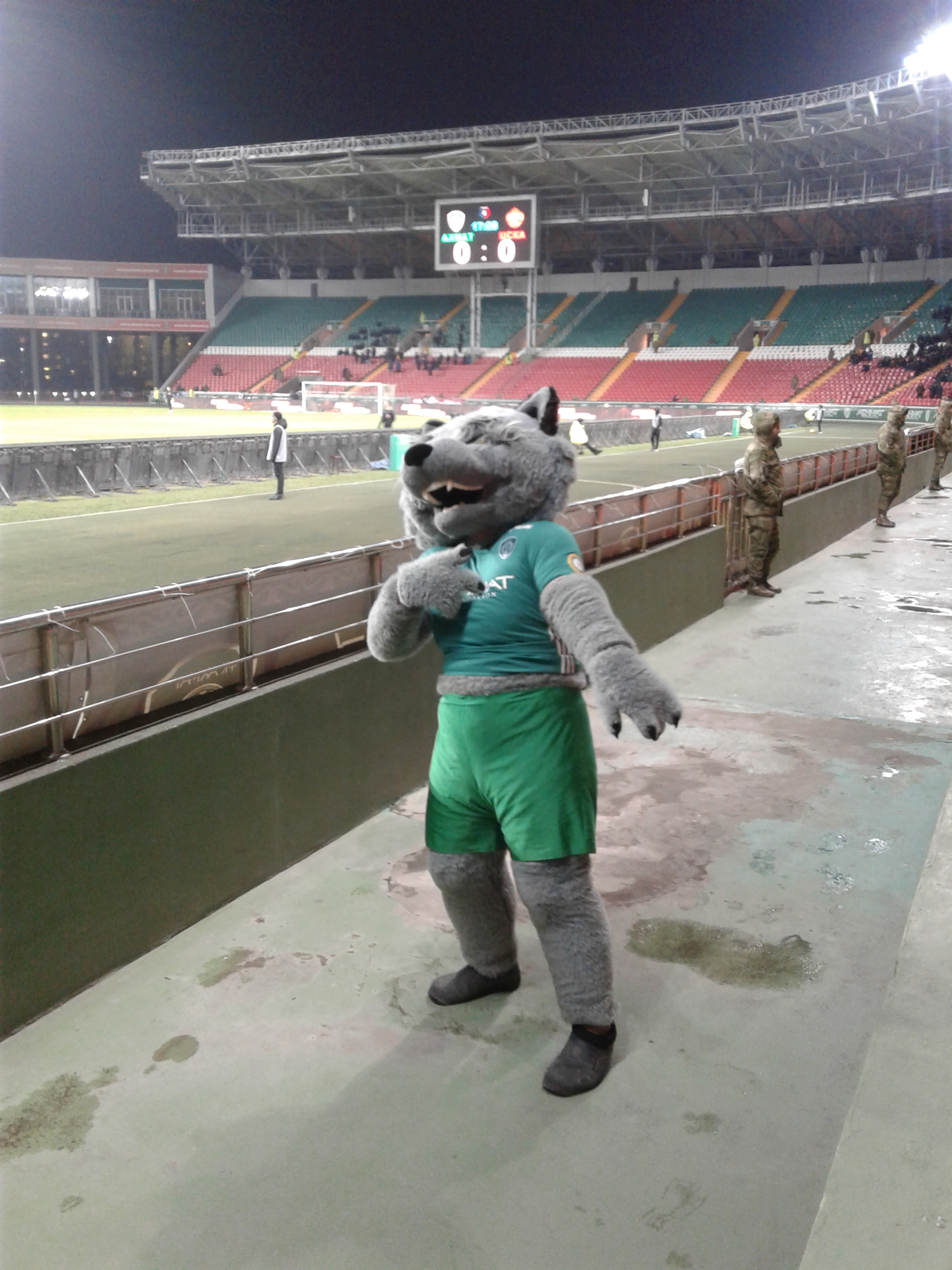
Талисман команды «Ахмат».

В 1946 году был создан первый профессиональный футбольный клуб «Динамо». В 1948 году клуб получил название «Нефтяник», которое носил вплоть до 1958 года, когда стал называться «Терек». В июне 2017 года клуб получил название «Ахмат».
Домашней ареной клуба первоначально был стадион имени Орджоникидзе. Однако он был разрушен в ходе боевых действий. Затем игры клуба стали проходить на стадионе «Динамо». В 2011 году было завершено строительство спорткомплекса «Ахмат Арена», которая стала новой домашней ареной клуба.
В 1946—1991 годах команда участвовала в 36 сезонах (1946, 1957—1991) всесоюзных футбольных соревнований команд мастеров различного уровня, за исключением турниров Высшей лиги. Грозненцы приняли участие в 19 розыгрышах Кубка СССР. Клуб был одним из ведущих клубов второй лиги союзного чемпионата.
В 2004 году клуб завоевал путёвку в Премьер-лигу и выиграл Кубок России, победив в финале «Крылья Советов». Победа в Кубке России дала клубу право выступать в розыгрыше Кубка УЕФА 2004/2005 годов. Команда победила в двух встречах команду «Лех» (Познань) с одинаковым счётом 1:0. Затем в первом матче она сыграла дома вничью с клубом «Базель» (1:1), проиграла на выезде во втором (0:2) и выбыла из дальнейшего розыгрыша.
Высшим достижением клуба в Премьер-лиге является пятое место в сезонах 2016/2017 и  2022/2023 годов.

## Нынешнее состояние

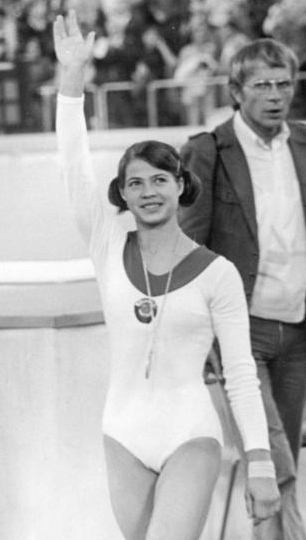
Четырёхкратная олимпийская чемпионка Людмила Турищева.

В Грозном расположены спортивные комплекс имени С. Г. Билимханова, спорткомплекс «Олимпийск», «Ахмат Арена», учебно-тренировочный центр футбольной школы «Терек» (10 футбольных полей), стадион ручных игр.

### Спортивные клубы
- Ахмат — обладатель Кубков России (2003/2004) и Турции (2012; товарищеский турнир — не является Кубком Турции[4]). Основан в 1946 году.
- Волейбольный клуб «Грозный» — семикратный чемпион РСФСР (1947, 1950, 1960—1962, 1976, 1977 гг.), десятикратный чемпион Российского совета и трёхкратный чемпион Центрального совета спортивного общества «Спартак», неоднократный чемпион и призёр Спартакиад народов РСФСР, участник чемпионата СССР среди команд Высшей лиги (1960—1964, 1966 годы).
- Беркут — спортивный клуб, объединяющий бойцов смешанных единоборств. Создан в 2010 году.

### Спортивные сооружения
- «Ахмат Арена» — домашняя арена футбольного клуба «Ахмат». Вмещает 30 597 зрителей. Построен в 2006—2011 годах.
- «Колизей» — спортивный комплекс вместимостью 4200 человек. Введён в эксплуатацию в 2014 году.
- Крепость «Грозная» — автодром мирового уровня. Арена рассчитана на 1600 зрителей. Открыт 24 августа 2015 года.
- Дворец волейбола;
- Стадион имени Султана Билимханова.

### Спортивные соревнования

#### Всероссийские и всесоюзные

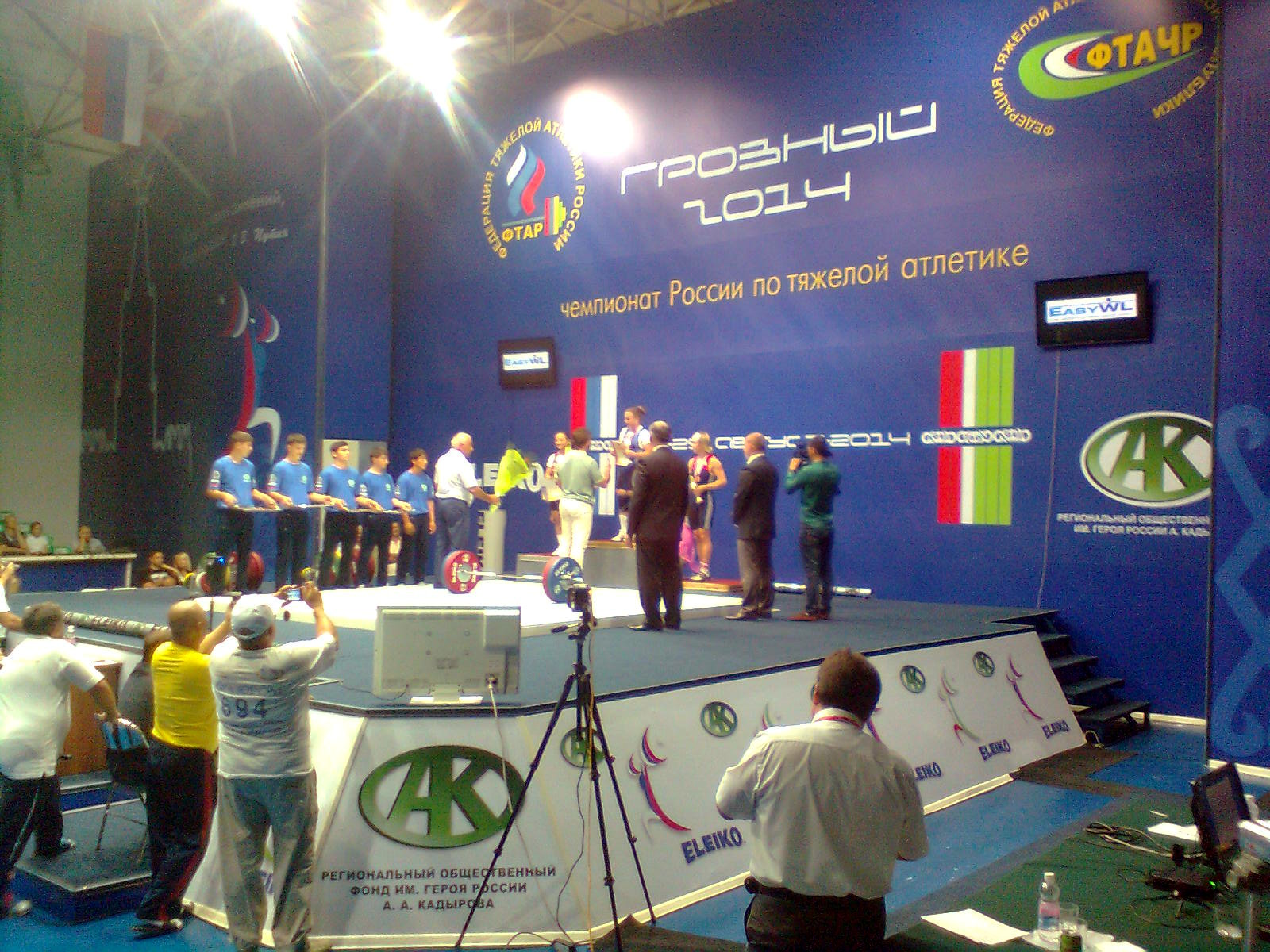
Чемпионат России по тяжёлой атлетике 2014 года.

В Грозном прошли следующие чемпионаты страны:
- Соревнования по марафону, входившие в программу чемпионата СССР по лёгкой атлетике 1945 года;
- Чемпионат СССР по волейболу среди женщин 1947 года;
- Чемпионат СССР по русским шашкам 1966 года;
- Чемпионаты СССР по водно-моторному спорту 1977, 1978, 1980, 1981, 1984 годов;
- Чемпионаты России по тяжёлой атлетике 2014 и 2020 годов;
- Чемпионат России по греко-римской борьбе 2016 года;
- Чемпионат России по боксу 2017 года;
- Чемпионат России по дзюдо 2018 года.

В Грозном прошёл Финал Кубка России по футболу 2013 года.
В день открытия автодрома «Крепость Грозная» 24 августа 2015 года на нём прошёл чемпионат России по дрэг-рейсингу в котором приняли участие гонщики из 30 регионов России. С тех пор на нём проходят ежегодные этапы Российской серии кольцевых гонок.

#### Международные
Первым соревнованием международного уровня в Грозном стал матч СССР — США по борьбе 1984 года. В дальнейшем в городе состоялись следующие международные соревнования:
- Чемпионат мира по русским шашкам 1998 года.
- Руслан Чагаев — Фрес Окендо — боксёрский поединок за вакантный титул чемпиона мира в тяжёлом весе по версии WBA, который прошёл 6 июля 2014 года на стадионе «Ахмат Арена»;
- Кубок Президента Российской Федерации по тяжёлой атлетике 2015 года;
- Руслан Чагаев — Лукас Браун — боксёрский поединок за титул чемпиона мира в тяжёлом весе по версии WBA, который прошёл 5 марта 2016 года спорткомплексе «Колизей».

## Олимпийские игры

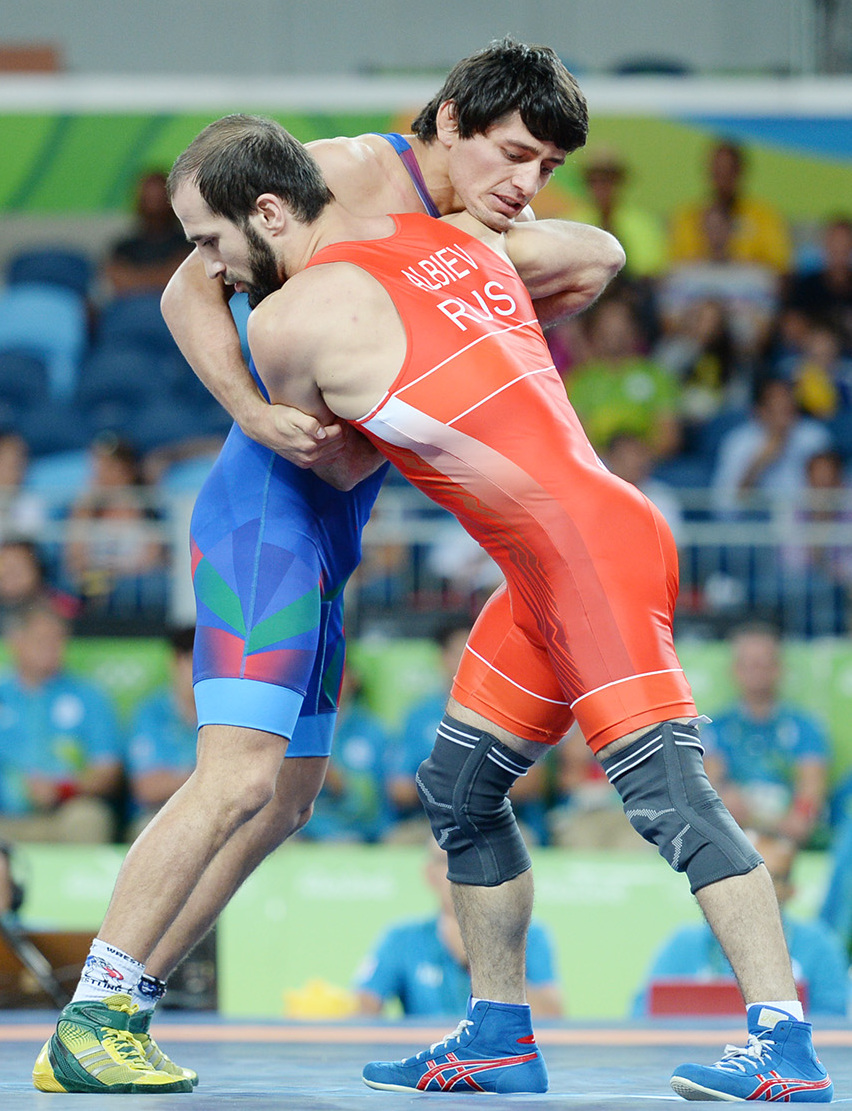
Олимпийский чемпион Ислам-бек Альбиев (в красном) против Расула Чунаева (Азербайджан) на летних Олимпийских играх 2016 года в Рио-де-Жанейро.

По состоянию на 2016 год, 32 спортсмена из республики участвовали в Олимпийских играх. Они выступили в семи видах спорта: дзюдо (8 спортсменов), вольная борьба (7), бокс (4), греко-римская борьба, лёгкая атлетика, спортивная гимнастика, тяжёлая атлетика (по 3 человека). Всего олимпийцами Чечни, бо́льшая часть из которых тренировалась и тренируется в Грозном, было завоёвано 11 золотых, 6 серебряных и 2 бронзовых награды.